# Ricardo Quaresma
Ricardo Andrade Quaresma Bernardo (født 26. september 1983) er en pensioneret portugisisk fodboldspiller, der primært spillede som højrekant. Gennem sin karriere har han repræsenteret Sporting CP, FC Barcelona, Porto, Inter, Chelsea, Beşiktaş, Al-Ahli dubai, Kasimpaşa, og Vitoria SC, samt spillet 80 kampe for det Portugisiske landshold.
I både 2005 og 2006 blev Quaresma valgt til Årets fodboldspiller i Portugal. I 2007 blev han desuden af fodboldavisen A Bola beæret med FIFA Ballon d'Or.
Efter sine præstationer i den tyrkiske storklub Beşiktaş blev han tilkaldt til Portugals landshold igen siden EM i 2008. Han har fået trøjenummeret 20 for Portugal, og hans første comeback kamp var i mod Cypern i em-kvalifikationen. I 2016 vandt han sammen med det portugisiske landshold Europamesterskabet i fodbold 2016 over hjemmebanefavoritterne fra Frankrig i en noget intens finale, hvor de løb af med sejren 1-0. Han scorede 2 vigtige mål mod hhv. Kroatien og Polen, som dermed skaffede dem videre avancement i turneringen.
Quaresma har tidligere både hjemvendt til både barndomsklubben FC Porto og tyrkiske Beşiktaş, hvor han har vist som værende en frontfigur på begge hold i de samlede antal 4 ophold.
Den 15. april 2015 scorede Quaresma 2 mål imod Bayern München, i den første halvdel af Champions League kvartfinalen. Der opnåede han maksimal status både hos Porto tilhængerne og diverse sociale medier. FC Porto vandt kampen 3-1.
For tyrkiske Beşiktaş har han opnået stor succes, hvor han bl.a. for 15/16 sæsonen var en af frontfigurerne for det tyrkiske mesterskab, som var klubbens 14. titel. Her var han sammen med spillerne Mario Gómez og José Sosamed til at få de tyrkiske mestre til UEFA Champions League, hvor de sidst deltog for omkring 10 år siden.

## Tatoveringerne - og deres betydning
Udover at være kendt som en rigtig god fodboldspiller med en enestående teknik, så har Quaresma også en del tatoveringer, som har hver deres betydning. Bland andet har han to tårer tatoveret på sin kind, som symboliserer fra hans tid hos italienske Inter, som endte ud med at være det rene mareridt hos portugiseren under opholdet med landsmanden José Mourinho, som på daværende tidspunkt var træner hos de tidligere champions league mestre.
Quaresma selv beskrev sin tid fra Inter som værende det mest mislykkede ophold i sin karriere, hvor han udtrykte overfor tyrkiske medier, at tårerne på kinden minder ham om, at han i netop Inter fra Mourinhos side af blev tvunget til ændre sin spillespil for at komme på holdet. Han skulle gå fra at være individualist til en mere holdspil, som for Quaresmas vedkommende krævede mere end han selv havde forventet. Tårerne markerer dermed, at hver gang han tog hjem fra træning hos de italienske mestre, så var det med samvittigheden om, at han ikke var glad for at spille for Inter.
Derudover har han nogle tatoveringer af ansigter på hans krop, som efter sigende skulle være familiemedlemmer, men om dette er tilfældet er uvist.